# FC Volga Nijni Novgorod
FC Volga Nijni Novgorod (rusă Футбольный Клуб "Волга" Нижний Новгород) este un club de fotbal din Nijni Novgorod, Rusia.

## Lotul actual
La 25 iulie 2012, conform site-ului oficial Arhivat în 15 octombrie 2012, la Wayback Machine..
| Nr. |         | Poziție | Jucător                                           |
| --- | ------- | ------- | ------------------------------------------------- |
| 1   | Rusia   | P       | Artur Nigmatullin (on loan from PFC CSKA Moscow)  |
| 4   | Rusia   | F       | Dmitri Aydov                                      |
| 5   | Rusia   | M       | Andrei Karyaka                                    |
| 6   | Rusia   | F       | Dmitriy Polyanin                                  |
| 7   | Rusia   | M       | Vladislav Ryzhkov                                 |
| 8   | Georgia | F       | Gia Grigalava                                     |
| 9   | Rusia   | M       | Aleksandr Shulenin                                |
| 11  | Rusia   | A       | Shamil Asildarov                                  |
| 12  | Israel  | F       | Dani Bondar                                       |
| 13  | Rusia   | M       | Dmitri Kudryashov                                 |
| 14  | Armenia | A       | Artur Sarkisov (on loan from FC Lokomotiv Moscow) |
| 15  | Rusia   | F       | Yegor Tarakanov                                   |
| 17  | Croația | M       | Matija Dvornekovic                                |

| Nr. |                       | Poziție | Jucător              |
| --- | --------------------- | ------- | -------------------- |
| 19  | Bosnia și Herțegovina | A       | Mersudin Ahmetović   |
| 21  | Rusia                 | M       | Ruslan Adzhindzhal   |
| 23  | România               | M       | Mihăiță Pleșan       |
| 25  | Rusia                 | F       | Andrei Buivolov      |
| 27  | Rusia                 | A       | Aleksei Sapogov      |
| 29  | Rusia                 | A       | Shota Bibilov        |
| 31  | Rusia                 | P       | Ilya Abayev          |
| 33  | Rusia                 | F       | Nikolai Zaytsev      |
| 41  | Rusia                 | P       | Mikhail Kerzhakov    |
| 63  | Rusia                 | F       | Aleksandr Belozyorov |
| 77  | Rusia                 | A       | Aleksandr Salugin    |
| 83  | Rusia                 | M       | Aleksandr Kharitonov |
| 87  | Rusia                 | M       | Ilya Maksimov        |